# Episodi di Profiling (settima stagione)
La settima stagione della serie televisiva Profiling, composta da 10 episodi, è stata trasmessa in prima visione in Francia da TF1 dal 20 ottobre  all'8 dicembre 2016.
In Italia la stagione è stata trasmessa in prima visione satellitare su Fox Crime, canale a pagamento della piattaforma Sky, dal 16 febbraio al 16 marzo 2017.
| nº | Titolo originale      | Titolo italiano      | Prima TV Francia | Prima TV Italia  |
| -- | --------------------- | -------------------- | ---------------- | ---------------- |
| 1  | Les adieux - Partie 1 | Ripartire - 1ª parte | 20 ottobre 2016  | 16 febbraio 2017 |
| 2  | Les adieux - Partie 2 | Ripartire - 2ª parte | 27 ottobre 2016  | 16 febbraio 2017 |
| 3  | En eaux troubles      | Acque cattive        | 3 novembre 2016  | 23 febbraio 2017 |
| 4  | Halloween             | Halloween            | 3 novembre 2016  | 23 febbraio 2017 |
| 5  | Le retour             | Il ritorno           | 17 novembre 2016 | 2 marzo 2017     |
| 6  | Le Corbeau            | Lettere anonime      | 17 novembre 2016 | 2 marzo 2017     |
| 7  | De tout mon cœur      | Con tutto il cuore   | 1º dicembre 2016 | 9 marzo 2017     |
| 8  | Momie                 | Momie                | 1º dicembre 2016 | 9 marzo 2017     |
| 9  | Les Élus - Partie 1   | Gli eletti - parte 1 | 8 dicembre 2016  | 16 marzo 2017    |
| 10 | Les Élus - Partie 2   | Gli eletti - parte 2 | 8 dicembre 2016  | 16 marzo 2017    |